# Вічне життя Смерті
«Вічне життя Смерті» (кит. 死神永生, піньїнь: Sǐshén yǒngshēng, акад. Сишень юншен) — останній науково-фантастичний роман трилогії «Пам'ять про минуле Землі» китайського письменника Лю Цисіня. Вийшов друком 2010 року у видавництві Чунцін. 2017 року роман у перекладі англійською Кена Лю (англ. Death's End) отримав Премію «Локус» за найкращий науково-фантастичний роман.
Третій роман серії «Три тіла» («Пам'ять про минуле Землі») продовжує історію людства після встановлення Ери Стримування. Людство далі досліджує «темний ліс» Всесвіту та намагається втримати хиткий мир з трисоляріанами. Тепер обом цивілізаціям загрожують інші жителі Всесвіту, здатні знищити не лише їх, а й увесь звичний простір.

## Сюжет
Смерть —  єдиний маяк, що світить завжди. Байдуже, куди ти пливеш, врешті-решт ти повернеш до нього. Усе зникає у світі, триває лише Смерть.
Оригінальний текст (англ.)
[Death is the only lighthouse that is always lit. No matter where you sail, ultimately, you must turn toward it. Everything fades in the world, but Death endures.] Помилка: [undefined] Помилка: {{Lang}}: немає тексту (допомога): текст вже має курсивний шрифт (допомога)— Лю Цисінь, Death's End

Загальна (наша) ера. Травень 1453. Повія Єлена з Константинополя відкриває та намагається використати тимчасове «вікно» у чотиривимірний простір. В останні часи напередодні падіння Константинополя, який збирався підкорити султан Мехмед II, Єлена переконує останнього монарха Візантійської імперії, Костянтина XI в надзвичайних можливостях чотиривимірного простору. Коли Єлена, за дорученням імператора, готується до вбивства османського султана, чотиривимірне «вікно» залишає Землю.
Ера Кризи. На початку Ери Кризи аерокосмічний інженер Чен Сінь, молода співробітниця Агенції стратегічної розвідки (АСР) Ради оборони планети, пропонує проєкт «Сходи», завдяки якому космічний корабель можна прискорити до одного відсотка швидкості світла і запустити розвідувальний зонд до трисоляріанського флоту, що наближається. Коли корисну масу, що несе зонд, через технічні обмеження було скорочено до мінімуму, до трисоляріанського флоту вирішують відправити людський мозок замість людини. Аби здобути мозок людини, що відповідала б необхідним вимогам, АСР пропагує по всьому світові, в тому числі у Китаї, евтаназію невиліковно хворих.
Юнь Тяньмін наважується на евтаназію через пізню стадію раку. Перед евтаназією його відвідує однокурсник Ху Вень. На знак вдячності за надану в студентські роки підприємницьку ідею, Ху Вень дарує Юнь Тяньміну 3 мільйони юанів. Той купує на ці гроші права на зоряну систему DX3906 і анонімно дарує її Чен Сінь, яку кохає все життя. У останній момент його евтаназії Чен Сінь з'являється аби перервати процедуру, але її задум не вдається. Мозок Юнь Тяньміна в розвідувальному зонді відправляють до флоту Трисоляріса, але через технічний дефект запуск зазнає невдачі і зонд відлітає у невідомому напрямку. Чен Сінь лягає в анабіоз для надання інформації за проєктом «Сходи» в світі майбутнього.
Ера Стримування. На 12-й рік Ери Стримування зореліт «Бронзова доба», один з двох кораблів, що залишилися від земного космічного флоту після Битви Судного дня, повертається на Землю. За злочин проти людства і напад на інші кораблі свого флоту весь екіпаж одразу по прибуттю заарештовують і засуджують до багаторічного ув'язнення. В останню мить другий за рангом офіцер «Бронзової доби» Себастьян Шнайдер встигає передати попередження зорельоту «Блакитний простір»: «Не повертайтеся! Земля більше не наш дім!». Таким чином у Землі й Трисоляріса з'явився спільний ворог, що мав змогу виказати їхнє місцеперебування в «темному лісі» Всесвіту. Єдиний міжзоряний військовий корабель Сонячної системи, «Гравітація», у супроводі трисоляріанських «крапель» — зондів з оболонкою з ядерної матерії, вирушає навздогін «Блакитному простору».
У 61-й рік Ери Стримування з'ясовується, що навколо зірки DX3906 обертаються планети земного типу. Організація Об'єднаних Націй та Флот Сонячної системи виводять Чен Сінь з анабіозу задля отримання від неї прав власності на зоряну систему DX3906. 艾 AA (Ай Ейей), молода жінка-астроном, що відкрила планети системи DX3906, знайомиться з Чен Сінь і стає її контактною, а згодом довіреною, особою. Чень Сінь продає права на планети, залишивши собі тільки дарунок — зірку, а на отримані кошти започатковує компанію космічних досліджень і будівництв «Гало».
За роки, що минули з Ери Кризи, між Землею та Трисолярісом склалася крихка система стримування, заснована на теорії «темного лісу» вперше запропонованій Ло Цзі: Трисоляріс не може атакувати Землю, допоки в землян є змога транслювати у Всесвіт зоряні координати Трисоляріса. Безпосередній контроль за виконанням цієї загрози виконує особа, що зветься «Той, хто тримає меча». Дві цивілізації в цей період взаємно впливають одна на одну: трисоляріани через центри гравітаційної трансляції надали Землі значні знання в галузі науки і технології, завдяки чому земна цивілізація досягла небаченого розквіту, а Трисоляріс, водночас, активно долучився до земної культури і мистецтва. В Еру Стримування функцію «Того, хто тримає меча» виконував Ло Цзі, але громадська думка і фізичний стан Ло Цзі спонукають знайти йому заміну. Чен Сінь стає найвірогіднішим кандидатом на посаду «Того, хто тримає меча», і Томас Вейд, її колишній керівник по АСР, здійснює на неї замах, аби отримати цю посаду. Після одужання Чен Сінь все одно стає «Тим, хто тримає меча».
Щойно повноваження «Того, хто тримає меча» переходять до Чен Сінь, трисоляріанські зонди-«краплі» атакують одночасно усі земні центри гравітаційної трансляції. Чен Сінь, як і сподівались трисоляріани, виявляється нерішучою і не наважується послати в космос координати Трисоляріса, адже це видасть і місцерозташування Землі. Всі центри гравітаційної космічної трансляції знищуються і Ера Стримування завершується наближенням нового вторгнення трисоляріан.
Ера Пост-Стримування. За попередні роки Трисоляріс значно розвинув технології, тож Земля не може чинити опір. Другий трисоляріанський флот на швидкості світла наближається до Сонячної системи, а зонди-«краплі» погрожують руйнацією всіх міст. Представник трисоляріан, людиноподібний біоробот Томоко, оголошує, що Земля готується до заселення трисоляріанами і все людство, під загрозою повного знищення, має переселитися до Австралії.
Коли усе земне населення опиняється в Австралії, керовані Томоко Сили безпеки руйнують австралійську інфраструктуру. За планом іншопланетян, це поверне людство до первісного стану, а голод зменшить населення, тож люди більше не становитимуть загрози. Чен Сінь та її подруга 艾 AA рятуються завдяки заступництву австралійського аборигена Фрейсса та захисту Томоко.
Зореліт «Гравітація» наздоганяє «Блакитний простір» за хмарою Оорта на ділянці Всесвіту, де існував чотиривимірний фрагмент простору. Цей факт був відомий екіпажу «Блакитного простору», але на «Гравітації» це розуміють не одразу. Спочатку команда «Блакитного простору» у чотиривимірному просторі руйнує трисоляріанські «краплі», що намагалися знищити гравітаційний транслятор на «Гравітації» і таким чином остаточно позбутися системи стримування. Потім десант з «Блакитного простору» бере під контроль «Гравітацію». Дізнавшись, що на Землі системи стримування більше не існує і до неї стрімко наближається Другий Трисоляріанський флот, екіпажі обох військових кораблів одностайно голосують за трансляцію у Всесвіт координат Трисоляріса, хоча це водночас загрожує і Сонячній системі.
Далі команди зорельотів виявляють велику ділянку чотиривимірного простору, досліджуючи яку спілкуються зі штучним інтелектом покинутого чотиривимірного об'єкта «Кільце». Його було створено як пам'ятник вимерлій чотиривимірній цивілізації і штучний інтелект припускає, що ця «калюжа» чотиривимірного простору висихає через дії інших цивілізацій. Врешті вона розпадається у звичайний для людей тривимірний простір, руйнуючи «Кільце».
Ера Трансляції. Після трансляції «Гравітацією» у Всесвіт ворожих координат, одне з сонць Трисоляріса зазнає удару від невідомої цивілізації. Послана нею частинка матерії, що рухалася зі світловою швидкістю, перетворює зірку на наднову. Внаслідок її вибуху планета Трисоляріс випалюється. Така ж катастрофа тепер загрожує і Землі, тож трисоляріани втрачають сенс у володінні планетою. Томоко відмовляється від утримання людства в Австралії, повернувши населення на колишні місця проживання.
Перш ніж покинути Землю, Томоко влаштовує чайну церемонію для Ло Цзі та Чен Сінь, під час якої вони дізнаються про принципову можливість довести Всесвіту миролюбність людської цивілізації. Томоко також запрошує Чен Сінь на бесіду в режимі реального часу з Юнь Тяньміном, чий мозок дістався трисоляріанського флоту. Трисоляріани клонували з клітин мозку тіло Юнь Тяньміна. Він має багато про що повідомити землян, але спілкування відбувається під суворим наглядом. Тому Юнь Тяньмін розповідає Чен Сінь три казки, що містять закодовані повідомлення для людства, і домовляється зустрітися з нею одного дня на DX3906.
Людство докладає багато зусиль і декодує більшу частину змісту казок. Підказки Юня підштовхують науковців до пошуків «рушія викривлення простору», який теоретично дозволить досягти швидкості світла, а також породити концепцію «чорного домену» — області простору-часу із штучно зниженою швидкістю світла, що повністю відокремлює і захищає її від решти Всесвіту. В очікуванні атаки на Сонце, подібної до руйнації трисоляріанського світила, людство має обрати між будівництвом космічних міст, захищених планетами-гігантами, ізоляцією Сонячної системи назавжди в «чорному домені», або розробкою зорельотів, обладнаних двигунами викривлення простору. «Бункерний проєкт» космічних міст-сховищ обирається як найбільш реалістичний, оскільки створення чорного домену далеке від науково-технічних можливостей людства, а дослідження в галузі надсвітлових двигунів перебуває під забороною для перешкоджання ескапізму. Під час симуляторного експерименту з випробувань міст-сховищ Чен Сінь знов зустрічається з Томасом Вейдом. Той переконує її передати йому величезні ресурси компанії «Гало», оскільки він єдиний має енергію і безжалісність, необхідні для розробки забороненої технології викривлення простору і встановлення їх на кораблі. Чен Сінь погоджується за умови, що Вейд поверне її, щойно його дослідження будь-яким чином загрожуватимуть людській цивілізації, і лягає в анабіоз.
Бункерна ера. В 11-й рік Бункерної ери компанія «Гало» під керівництвом Вейда оприлюднює успішні результати досліджень в галузі створення рушія викривлення простору. Зорельоти військового Флоту Федерації космічних міст негайно блокують космічне місто Гало-Сіті, вимагаючи припинити спротив і незаконні дослідження. Гало-Сіті проголошує незалежність від Федерації, Томас Вейд пробуджує Чен Сінь. На шляху до Гало-Сіті вона відвідує кілька космічних міст, схованих за Юпітером, зустрічається з Вейдом і, з побоювань братовбивчої війни, приймає рішення підкоритися Федерації. Флот починає довгострокову окупацію Гало-Сіті, його академію наук та інженерну академію розпускають, багатьох науковців і керівників компанії заарештовують. Томаса Вейда, звинуваченого в злочинах проти людства, військових злочинах і порушенні заборони досліджень в галузі викривлення простору, за вироком суду Федерації страчують. Чен Сінь пробуджує свою подругу 艾 AA і удвох вони подорожують по Землі, що живе в страху через загрозу атаки на Сонце. Вони вирішують знов лягти в анабіоз, сподіваючись прокинутись в еру після нападу.
В 66 рік Бункерної ери на відстані 1,3 світлового року від Сонячної системи, зі швидкістю, близькою до швидкості світла, пролітає невідомий космічний корабель. Дехто на ім'я «Співак» з цього космічного корабля, керуючись правилом «Добре ховайся, добре очищай», завдає удару по Сонячній системі «двовимірною фольгою», яка перетворює тривимірний простір на двовимірний. Через рік двовимірний простір швидко поглинає Сонячну систему. Обчислення показують, що наявні двигуни не можуть вчасно врятувати людство, для цього необхідний рух зі швидкістю світла.
Чен Сінь та 艾 AA вкотре прокидаються і, на прохання Уряду Федерації, на кораблі «Гало» вирушають до Плутона, найдальшої від двовимірного перетворення планети. На Плутоні розташований Музей цивілізації Землі, яким керує майже 200-річний Ло Цзі. Від нього Чен Сінь та 艾 AA дізнаються, що «Гало» таємно був обладнаний одним з трьох двигунів викривлення простору. Впродовж минулих 56 років роботи за проєктом двигуна викривлення простору було відновлено, спочатку таємно, потім з мовчазної згоди Уряду Федерації. Два інших двигуни випробовуються за межами Сонячної системи. Ло Цзі відмовляється супроводжувати жінок з огляду на свій похилий вік. Чен Сінь і 艾 AA до останнього спостерігають катастрофу двовимірного перетворення планет, міст-бункерів і Сонця, а потім вирушають до зоряної системи DX3906, де колись призначили побачення Юнь Тяньмін та Чен Сінь.
Галактична ера. На відстані 286 світлових років від Сонячної системи «Гало» досягає зоряної системи DX3906 і досліджує дві її планети: Сіру та Блакитну. Сіра планета мертва, на Блакитній планеті, придатній для життя людини, існує рослинність і деякі інші прості форми життя. Окрім того, на Блакитній планеті на них очікує Ґуань Їфань, астроном з зорельота «Гравітація». Він розповідає про цивілізацію, засновану екіпажами колишніх «Гравітації» та «Блакитного простору», котрі займають чотири населених планети в різних зоряних системах: Світи I, II, III, IV, і підготовку для колонізації ще двох. Світ III обрав для себе форму захисту «чорний домен», тому іншим Світам невідомі подробиці його існування, з нього ніхто не повертався. Фізичні умови в усіх Світах гірші за Блакитну планету, але система DX3906 перебуває надто близько до центру рукава туманності Оріона і тому знаходиться осторонь вантажних маршрутів іншопланетян. Протягом наступної доби кілька чужинських космічних апаратів здійснюють короткочасну посадку на Сірій планеті, лишивши за собою кілька мертвих ліній з нульовою внутрішньою швидкістю світла. Чен Сінь разом з Ґуань Їфанем на його кораблі «Мисливець» спостерігають ці мертві зони. Ґуань Їфань розповідає, що найстрашнішою зброєю Всесвіту є зниження вимірності простору. Як стало відомо нащадкам землян, Всесвіт спочатку існував у чотиривимірному просторі, але на час розповіді внаслідок минулої війни всіх проти всіх чотиривимірний простір скоротився до окремих, незначних у порівнянні з загальним Всесвітом, ділянок, які поступово зникають.
Тим часом 艾 AA повідомляє їм, що на Блакитну планету трисоляріанським кораблем прибув Юнь Тяньмін. Саме тоді, коли Чен Сінь та Юнь Тяньмін очікували на зустріч, з нез'ясованих причин мертва зона поширюється на всю зоряну систему і швидкість світла в ній падає до 10 км/с. Чен Сінь та Ґуань Їфань опиняються в утвореному аномалією «чорному домені». Через те, що комп'ютерну систему «Гало» неможливо експлуатувати в таких умовах, Ґуан Їфань запускає нейронну систему керування, призначену для роботи в умовах низької швидкості світла. Завантаження нейронної системи триває 16 діб, Чен Сінь та Ґуань Їфань весь цей час перебувають в анабіозі.
Поки триває 16 діб, у зовнішньому просторі минає 18 903 729 земних років. Ґуан Їфань врешті отримує можливість керування кораблем і здійснює посадку на Блакитну планету. Ландшафт планети зазнав за мільйони років значних змін, але Чен Сінь знаходить під ґрунтом послання, що лишили Юнь Тяньмін та 艾 AA. Вони прожили разом щасливе життя і передали Чен Сінь дарунок: двері до маленького всесвіту № 647, зробленого трисоляріанами.
Поза часом. Чен Сінь і Ґуан Їфань входять до маленького всесвіту № 647 і зустрічають там Томоко. Від неї вони довідуються, що її призначено служити їм і керувати всесвітом № 647. Юнь Тяньмін сподівається, що у цьому мінівсесвіті розміром біля кілометра вони переживуть колапс великого Всесвіту, «Велике стискання», а після чергового «Великого вибуху» матимуть можливість виходу в новий Всесвіт. Час у великому Всесвіті в порівнянні з власним часом всесвіту № 647 плине швидко і, за розрахунками Томоко, приблизно через десять років за їхнім часом Всесвіт має досягти сингулярності.
У наступні роки Ґуан Їфань вивчає дані, залишені їм трисоляріанською наукою. Він стурбуваний проблемою втрати маси: тільки трисоляріани створили кількасот мінівсесвітів, ще більше (можливо мільярди) аналогічних всесвітів створили безліч інших цивілізацій, і вся ця маса була виведена за межі великого Всесвіту. Цей процес врешті міг призвести до того, що загальної маси великого Всесвіту не вистачить для Великого стискання і Всесвіт розширюватиметься без кінця. Через деякий час комп'ютер всесвіту № 647 отримує повідомлення іншопланетних цивілізацій, що ініціювали зворотний рух, закликаючи всі мінівсесвіти повернути масу великому Всесвіту.
Чен Сінь та Ґуан Їфань, керуючись почуттям відповідальності, відгукуються на заклик. Вони створюють зонд з посланням для жителів майбутнього всесвіту, що містить спадок людей і трисоляріан. Вони сподіваються, що інші цивілізації створили такі ж послання і жителі нового всесвіту навіть зможуть відродити їхніх творців. Зонд разом з мініатюрним акваріумом вони лишають у максимально полегшеному всесвіті № 647. Сівши в «Гало», Чен Сінь, Ґуан Їфань і Томоко покидають мінівсесвіт.

## Персонажі
Чен Сінь — головна героїня роману, народжена у наш час. За фахом вона аерокосмічний інженер, після закінчення вишу увійшла до дослідницької групи з розробки ракетних двигунів нового покоління, згодом переведена до новоствореної Агенції стратегічної розвідки Ради оборони планети. Їй належить ідея запуску вітрильного зонда за допомогою ядерних бомб за проєктом «Сходи». Після пробудження в Еру Стримування вона стала Тим, хто тримає меч, але не виправдала покладених на неї сподівань. Чен Сінь — кохана Юнь Тяньміня, власниця зоряної системи DX3906 і компанії «Гало», що розробляє двигун, здатний викривити простір. В пізню Бункерну еру вона вдруге вирішила долю людства: переконала Томаса Вейда відмовитися від опору Уряду Федерації і тим припинила дослідження двигуна, здатного летіти зі швидкістю світла. Під час двовимірного перетворення Сонячної системи Чен Сінь врятувалась і продовжила своє життя в зоряній системі DX3906.
Юнь Тяньмін — однокурсник Чен Сінь, таємно закоханий в неї. На початку Ери Кризи подарував Чен Сінь права на зірку DX3906. За проєктом «Сходи» його мозок був відправлений до трисоляріанського флоту, але через технічну несправність зонд-розвідник, що ніс його мозок, рушив у невідомому напрямку і був забутий людством. Зонд був успішно захоплений Першим трисоляріанським флотом, трисоляріани клонували мозок Юнь Тяньміна і відновили його тіло. В Еру Трансляції Юнь Тяньмін мав можливість спілкуватися з Чен Сінь і надав людству надзвичайно важливу інформацію про Трисоляріс і Всесвіт. Він прибув до зоряної системи DX3906 для зустрічі з Чен Сінь і 艾 AA після їх рятування, але зоряна система перетворилася на чорний домен і зустріч з Чен Сінь не відбулася, решту життя Юнь Тяньмін провів на Блакитній планеті з 艾 AA.
艾 AA — молода жінка-астроном Ери Стримування, що виявила дві планети в системі DX3906. Після пробудження Чен Сінь з анабіозу, 艾 AA стала її подругою і партнеркою, керівником компанії «Гало». Від катастрофи, що трапилась в Сонячній системі, 艾 AA врятувалась разом з Чен Сінь. Коли зоряна система DX3906 перетворилась на зону низької швидкості світла, вона провела своє життя з Юнь Тяньмінем і лишила на згадку подрузі напис в камені.
Томас Вейд — директор Агенції стратегічної розвідки Ради оборони планети на початку Ери Кризи. Вейд людина енергійна, цілеспрямована і безжальна, вважав що мета виправдовує засоби. Відчувши крихкість та наївність чинної в Еру Стримування системи, він намагався вбити Чен Сінь, самому стати Тим, хто тримає меч, і забезпечити високий ступінь загрози Трисолярісу. Замах на Чен Сінь був невдалим, Вейд втратив руку і був ув'язнений на довгий термін. На початку Бункерної ери він переконав Чен Сінь надати йому відповідальність за компанію «Гало» і можливість очолити дослідження двигунів викривлення простору. Коли у дослідженнях було досягнуто прориву, він організував приватні збройні сили для захисту свого винаходу і протистояння уряду в Гало-Сіті. Коли Чен Сінь вирішила підкоритися уряду, Вейд виконав надану їй обіцянку, припинив опір, був заарештований і страчений.
Ґуань Їфань — науковець-дослідник міжзоряного космічного корабля «Гравітація». Після об'єднання екіпажей «Гравітації» та «Блакитного простору», Їфань разом з капітаном «Гравітації» Джозефом Моровичем та капітаном «Блакитного простору» Чу Янем здійснив подорож чотиривимірним простором, де відкрив і вивчив залишок чотиривимірної цивілізації: артефакт під назвою «Кільце». Після двовимірної катастрофи, що сталася з Сонячною системою, Ґуань Їфань обчислив шлях Чен Сінь і прибув до зоряної системи DX3906. На DX3906 разом з Чен Сінь він потрапив у чорний домен і супроводжував Чен Сінь до кінця часів.
Томоко — створений трисоляріанами в Еру Стримування біоробот, андроїд у вигляді жінки-японки, що був представником Трисоляріса на Землі. В Еру Пост-Стримування Томоко готувала колонізацію Землі трисоляріанами і організувала переселення людства до Австралії, покинула Землю на початку трансляційної епохи. Вона з'явилася у всесвіті № 647, зробленому трисоляріанами, і служила Чен Сінь і Ґуань Їфаню все їхнє життя.
Ло Цзі — герой попереднього роману трилогії, «Темний ліс», астроном нашої ери, натхненний Є Веньцзє на створення космічної соціології. Першим сформулював і виклав концепцію «темного лісу» у Всесвіті. В Еру Стримування Ло Цзі 54 роки обіймав посаду Того, хто тримає меча, і був заарештований після звільнення з посади за знищення зіркової системи 187J3X1. В романі постає хранителем розташованого на Плутоні Музею цивілізації Землі.

## Критика
Реакція читачів і критиків на роман значною мірою суперечлива. Попри загалом позитивні враження, його сприйняли прохолодніше за попередні частини трилогії. Автору закидали погано розроблених, невиразних персонажів, фокусування на незначних моментах при загальній спробі охопити мільйони років, надмірний об'єм і кількість ідей, більшість з яких не отримує розвитку, фрагментарність розповіді.
Навіть у цілком позитивних оглядах відзначаються художні недоліки твору. Так, есе у часописі Fantasy & Science Fiction зазначає, що «Лю не є найтоншим письменником. Його персонажі не досить складні, аби бути справжніми…» Тим не менш роман визнається класичною науковою фантастикою, сповненою цікавих ідей, що виправдовує його об'єм.

Багатогранність матеріалу та авторської задумки дозволяє критикам робити прямо протилежні висновки. Рецензенти газети МТІ The Tech, вбачають Чен Сінь найсильнішим і найцікавішим з персонажів трилогії, символом витримки людства та його слабкості, а тканиною всієї історії — роздуми про поведінку людини та групову психологію. Водночас, Езра Глінтер з Los Angeles Times вважає, що як романіст Лю має слабкі сторони, які неможливо ігнорувати: його значні персонажі винятково чоловіки. «Жінки Лю, навпаки, мають тенденцію до виховання, сентиментальності та слабкості. Проте, навіть з його недоліками, зображення місця людства у Всесвіті є одними з найбільших, найсміливіших і найбільш тривожних, з тих що ми бачили».
Значну увагу критика приділяє гендерній складовій роману, в окремих випадках навіть надає їй першу роль і визначає, що «основний конфлікт роману не між міжзоряними цивілізаціями: мова йде про ґендерний есенціалізм — суттєва фемінність Чен проти холодної, твердої логіки чоловіків та космосу».
Такі ж суперечливі враження висловлюються у World Literature Today. До найкращих рис твору Лю, на думку оглядача, належать детальні політичні, філософські, соціологічні дискусії, окремою особливістю відзначається концептуальний прорив, що радикально змінює наше сприйняття Всесвіту. Водночас, вкотре зазначається слабкість головного персонажа, «а невпинний потік ідей та інформації загрожує перетворити роман на науковий трактат». Загальний висновок автора огляду Майкла Моррісона свідчить, що «хоча амбіції Лю значно перевершують його здібності як романіста», твір є важливим внеском у сучасну фантастику.

## Нагороди
- 2010: Премія «Галактика» за роман «Вічне життя Смерті» (кит.: 死神永生)[10]
- 2011: Премія «Туманність» за найкращий роман «Вічне життя Смерті» (кит.: 死神永生)[11]
- 2017: Премія «Локус» за найкращий науково-фантастичний роман «Кінець смерті» (англ. Death's End), в перекладі Кена Лю[12]
- 2017: номінація Премія «Г'юго» за найкращий роман «Кінець смерті» (англ. Death's End), в перекладі Кена Лю[13]

## Переклади українською
- Лю Цисінь (2021). Вічне життя Смерті. Переклад з китайської: Євген Широнос. Київ: BookChef. 816 стор. ISBN 978-966-993-008-8.[14]